# Hemiberlesia pitysophila
Hemiberlesia pitysophila là một loài côn trùng trong họ Diaspididae. Loài này được Takagi miêu tả khoa học đầu tiên năm 1969.
Đây là loài gây hại của các cây trong chi Pinus, phát triển phổ biến ở Trung Quốc.